# Korytków Duży (gromada)
Korytków Duży – dawna gromada, czyli najmniejsza jednostka podziału terytorialnego Polskiej Rzeczypospolitej Ludowej w latach 1954–1972.
Gromady, z gromadzkimi radami narodowymi (GRN) jako organami władzy najniższego stopnia na wsi, funkcjonowały od reformy reorganizującej administrację wiejską przeprowadzonej jesienią 1954 do momentu ich zniesienia z dniem 1 stycznia 1973, tym samym wypierając organizację gminną w latach 1954–1972.
Gromadę Korytków Duży z siedzibą GRN w Korytkowie Dużym utworzono – jako jedną z 8759 gromad na obszarze Polski – w powiecie biłgorajskim w woj. lubelskim na mocy uchwały nr 5 WRN w Lublinie z dnia 5 października 1954. W skład jednostki wszedł obszar dotychczasowej gromady Korytków Duży ze zniesionej gminy Puszcza Solska, obszar dotychczasowej gromady Korytków Mały ze zniesionej gminy Kocudza i obszar dotychczasowej gromady Karolówka ze zniesionej gminy Frampol w tymże powiecie. Dla gromady ustalono 14 członków gromadzkiej rady narodowej.
1 stycznia 1960 gromadę zniesiono, włączając jej obszar do gromad Frampol (wsie Karolówka, Korytków Mały i Niemirów oraz kolonię Sokołówka) i nowo utworzonej Biłgoraj (wieś Korytków Duży) w tymże powiecie.